# ТЭС Рыбник
ТЭС Рыбник — угольная тепловая электростанция в одноимённом городе на юге Польши.

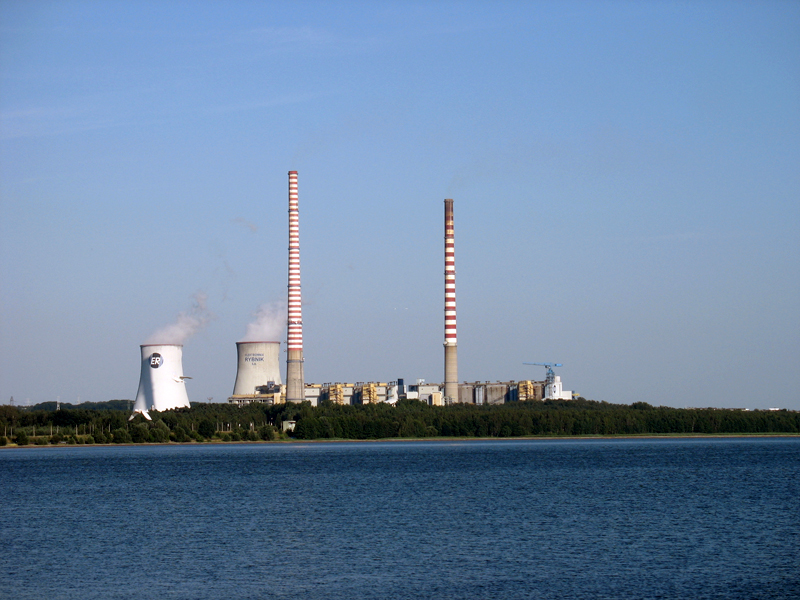
Общий вид станции в 2006 году

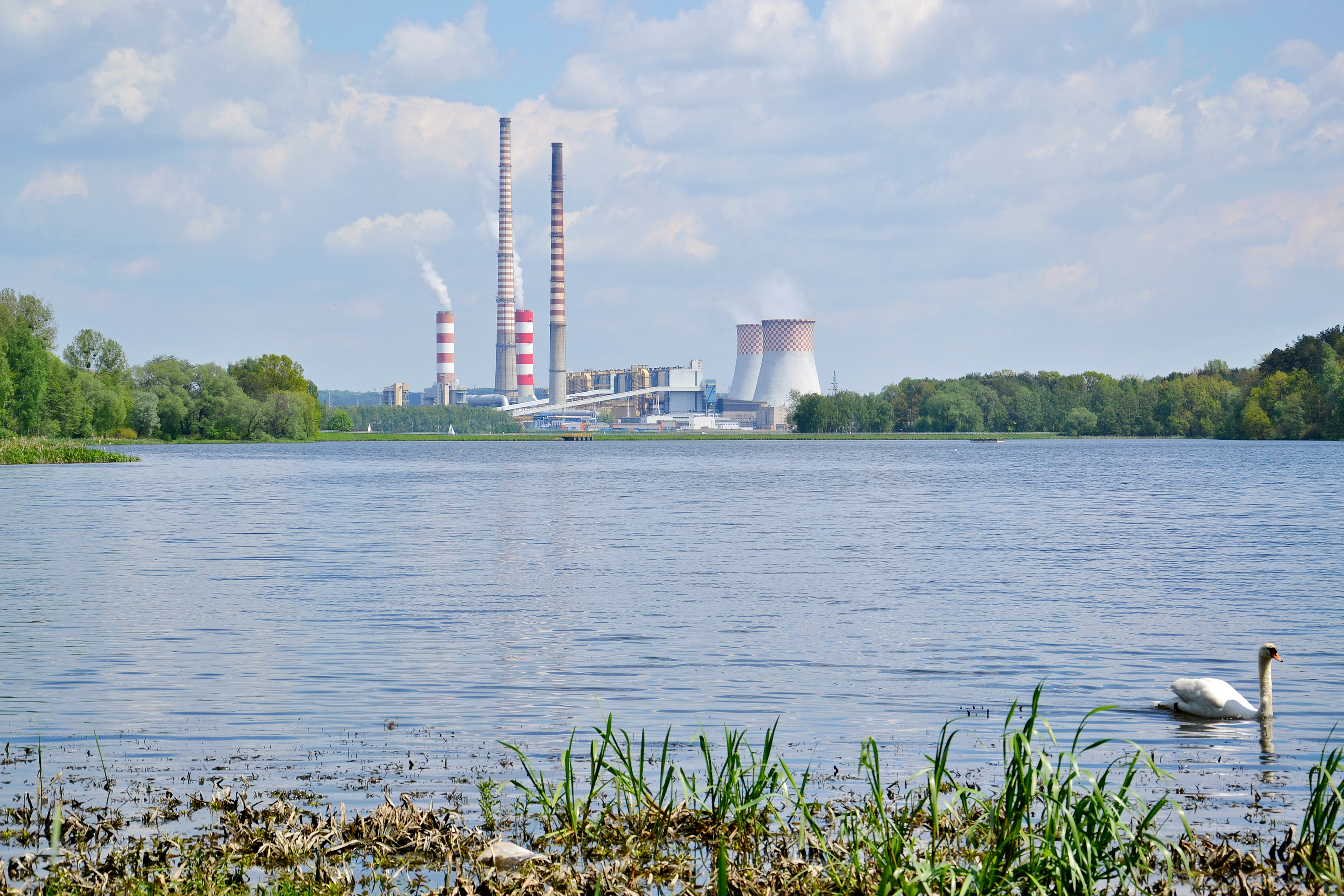
Станция в 2017 году — видны два дополнительных дымовых трубы установки десульфуризации

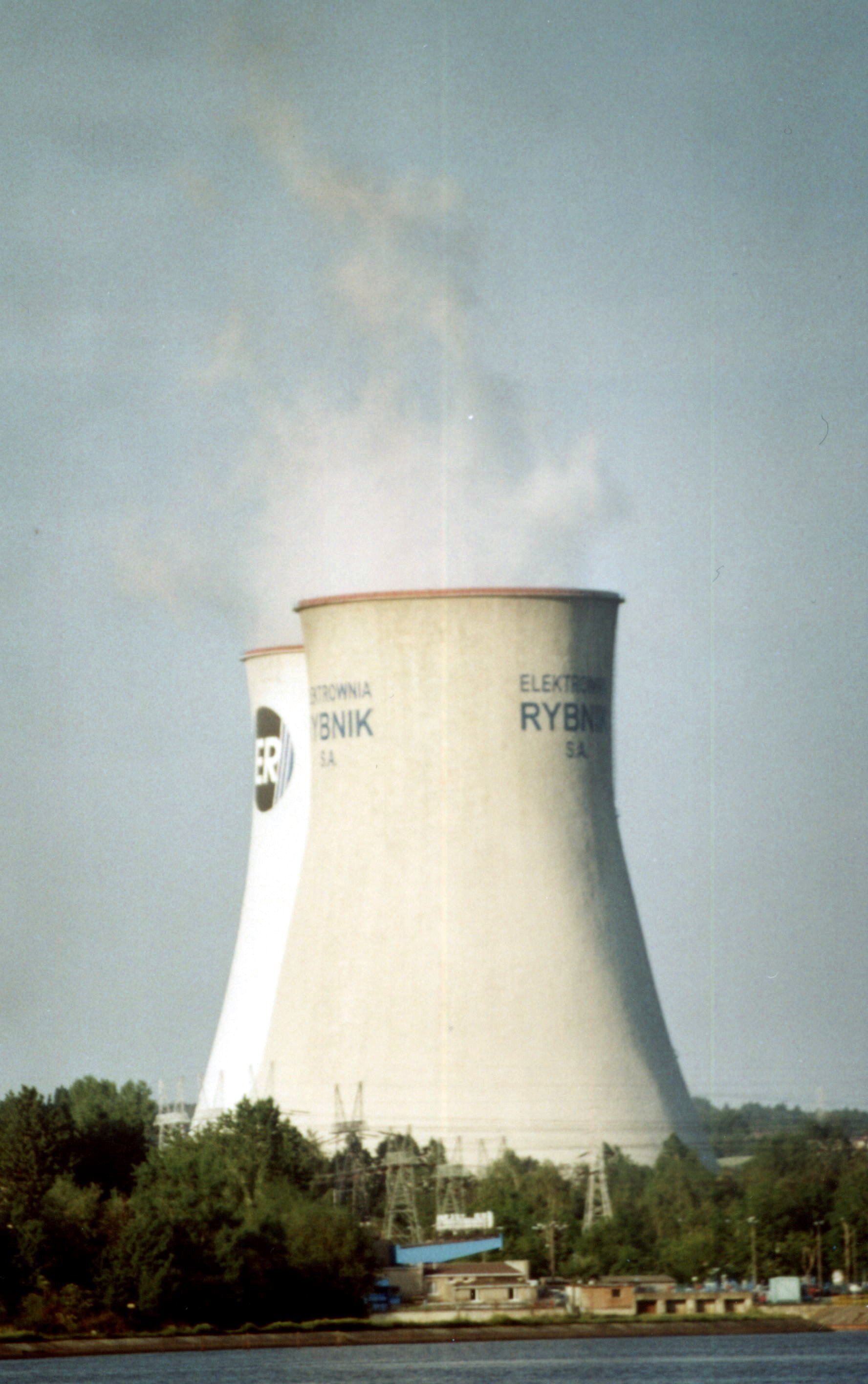
Градирни станции

В 1972—1978 годах на площадке станции были возведены восемь энергоблоков мощностью по 200 МВт. Необходимые для них турбины 13K215 мощностью по 225 МВт поставила компания Zamech из Эльблонга, тогда как генераторы поступили от двух производителей — для блоков 4, 5, 6 и 7 из СССР от «Электросилы», а остальные от вроцлавской компании Dolmel. Все восемь котлов ОР-650 изготовила компания Rafako из Рацибужа.
Блоки с 1-го по 4-й планируется вывести из эксплуатации в 2021—2022 годах, тогда как работа блоков 5—8 запланирована до 2030 года.
Вода для охлаждения забирается из Рыбникского водохранилища, созданного в рамках проекта станции на реке Руда. Этот водоём имеет площадь поверхности 4,5 км² и объём 22 млн м³. В системе охлаждения работают две градирни высотой 120 метров.
Для удаления продуктов сгорания были построены две дымовые трубы высотой 300 и 260 метров. Кроме того, после запуска установки десульфуризации газов добавились две трубы высотой по 120 метров.
Зола первоначально размещалась в поверхностном золохранилище, однако в настоящее время используется для заполнения подземных выработок в шахтах.
Передача произведённой электроэнергии осуществляется по линиям электропередачи, рассчитанным на работу при напряжении 400 кВ, 220 кВ и 110 кВ.